# سیارک ۱۴۵۵۶۲
سیارک ۱۴۵۵۶۲ (به انگلیسی: 145562 Zurbriggen، نامگذاری:2006OY6) صد و چهل و پنج هزار و پانصد و شصت و دومین سیارک کشف شده‌است که در ۲۴ ژوئیه ۲۰۰۶ کشف شد.